# Джордан Пикфорд
Джордан Лий Пикфорд (роден 7 март 1994 г.) е английски футболист, вратар на Евертън и националния отбор по футбол на Англия.
Пикфорд израства в юношеската школа на Съндърланд и дебютира за основния състав през 2011 г. Между 2012 г. и 2016 г. играе под наем в отборите на Дарлингтън, Алфретън Таун, Бъртън Албиън, Карлайл Юнайтед, Брадфорд Сити и Престън Норт Енд.
През лятото на 2017 г. преминава в редиците на Евертън.

## Успехи
Англия до 21 г.
- Турнир Тулон: 2016

Англия
- Лига на нациите на УЕФА трето място: 2018–19